# スペルミン
スペルミン (spermine) は、化学式 C10H26N4 で表されるポリアミンの一種。IUPAC命名法では N,N'-ビス（3-アミノプロピル）ブタン-1,4-ジアミン。融点 26–30 ℃、沸点 150 ℃ (5 mmHg) の固体。
1678年、アントニ・ファン・レーウェンフックにより精液中からリン酸塩として発見され、1888年、アルベルト・ラーデンブルクにより精液 (sperm) から命名された。
体内ではオルニチンなどから生合成されると考えられている。細胞の新陳代謝に関わるDNAと相互作用し、その遺伝情報の読み出しなどに密接に関わる重要な化合物でもある。DNAのらせん構造を安定化させる作用が有ると考えられており、核タンパク質の精製時などにも利用される。
また、スペルミンは精液に多く含まれ、その臭いの元となる化合物でもあるが、実際には精液の臭いはスペルミンの分解物によるものと考えられている。同様の化合物にはスペルミジンがある。

## 誘導体
スペルミンを含むアルカロイドとしてエフェドラジン、リポグラミスチンA、HO-416b（毒グモの毒成分）などが知られる。